# Jan Malcher Billewicz
Jan Malcher Billewicz herbu Mogiła – chorąży żmudzki w latach 1690–1697, pisarz ziemski żmudzki w latach 1680–1681, surogator grodzki żmudzki w latach 1679–1682, ciwun szawdowski w latach 1676–1697, ciwun retowski w latach 1673–1674, podkomorzy parnawski w 1673 roku, sędzia grodzki żmudzki w latach 1661–1668 i 1669, cześnik kowieński w latach 1661-1672, łowczy starodubowski w 1657 roku.
Był wyznawcą kalwinizmu.
Jako poseł na sejm elekcyjny 1669 roku podpisał pacta conventa Michała Korybuta Wiśniowieckiego, był jego elektorem z Księstwa Żmudzkiego w 1669 roku. W 1674 roku był elektorem Jana III Sobieskiego z Księstwa Żmudzkiego.